# Copa de la República Centroafricana
La Coupe Nationale es el segundo torneo de fútbol a nivel de clubes más importante de la República Centroafricana, se disputa desde 1974 y es organizada por la Federación Centroafricana de Fútbol.

## Formato
Se juega bajo un sistema de eliminación directa entre todos los equipos del país sin importar en que categoría se encuentren.
El equipo campeón obtiene la clasificación a la Copa Confederación de la CAF.

## Palmarés
| Temporada                | Campeón                                                           | Resultado                                                         | Finalista                                                         |                                                                   |
| Coupe Nationale          | Coupe Nationale                                                   | Coupe Nationale                                                   | Coupe Nationale                                                   |                                                                   |
| ------------------------ | ----------------------------------------------------------------- | ----------------------------------------------------------------- | ----------------------------------------------------------------- | ----------------------------------------------------------------- |
| 1974                     | AS Tempête Mocaf                                                  |                                                                   |                                                                   |                                                                   |
| 1975                     | No disputada                                                      | No disputada                                                      | No disputada                                                      | No disputada                                                      |
| 1976                     | Red Star de Bangui                                                |                                                                   |                                                                   |                                                                   |
| 1977                     | Sodiam Sports                                                     |                                                                   |                                                                   |                                                                   |
| 1978                     | US Centrafricaine de Bangui (USCA)                                |                                                                   |                                                                   |                                                                   |
| 1979                     | Sodiam Sports                                                     |                                                                   |                                                                   |                                                                   |
| 1980                     | Anges de Fatima                                                   |                                                                   |                                                                   |                                                                   |
| 1981                     | Anges de Fatima                                                   |                                                                   |                                                                   |                                                                   |
| 1982                     | AS Tempête Mocaf                                                  |                                                                   |                                                                   |                                                                   |
| 1983                     | Avia Sports                                                       |                                                                   |                                                                   |                                                                   |
| 1984                     | Stade Centrafricain                                               |                                                                   |                                                                   |                                                                   |
| 1985                     | AS Tempête Mocaf                                                  |                                                                   |                                                                   |                                                                   |
| 1986                     | No disputada                                                      | No disputada                                                      | No disputada                                                      | No disputada                                                      |
| 1987                     | No disputada                                                      | No disputada                                                      | No disputada                                                      | No disputada                                                      |
| 1988                     | US Centrafricaine de Bangui (USCA)                                |                                                                   |                                                                   |                                                                   |
| 1989                     | Réal Olympique Castel                                             |                                                                   |                                                                   |                                                                   |
| 1990                     | Forces Armées CA                                                  |                                                                   |                                                                   |                                                                   |
| 1991                     | Anges de Fatima                                                   | 6 - 2                                                             | Anges Makaron                                                     |                                                                   |
| 1992                     | AS Tempête Mocaf                                                  | 1 - 1 ( pen.)                                                     | Anges de Fatima                                                   |                                                                   |
| 1993                     | Anges de Fatima                                                   | 3 - 2                                                             | Stade Centrafricain                                               |                                                                   |
| 1994                     | Forces Armées CA                                                  |                                                                   |                                                                   |                                                                   |
| 1995                     | No disputada                                                      | No disputada                                                      | No disputada                                                      | No disputada                                                      |
| 1996                     | No disputada                                                      | No disputada                                                      | No disputada                                                      | No disputada                                                      |
| 1997                     | US Centrafricaine de Bangui (USCA)                                | 2 - 0                                                             | Anges de Fatima                                                   |                                                                   |
| 1998                     | Anges de Fatima                                                   | 3 - 0                                                             | AS Petroca                                                        |                                                                   |
| 1999                     | Olympic Real de Bangui                                            |                                                                   |                                                                   |                                                                   |
| 2000                     | Anges de Fatima                                                   | 2 - 1                                                             | Olympic Real de Bangui                                            |                                                                   |
| 2001                     | Stade Centrafricain                                               | 2 - 1                                                             | AS Tempête Mocaf                                                  |                                                                   |
| 2002                     | No disputada                                                      | No disputada                                                      | No disputada                                                      | No disputada                                                      |
| 2003                     | AS Tempête Mocaf                                                  | 8 - 0                                                             | Ouham Pendé de Bozoum                                             |                                                                   |
| 2004                     | US Centrafricaine de Bangui (USCA)                                | 2 - 0                                                             | Onze Carats de la Mambéré Kadéï                                   |                                                                   |
| 2005                     | US Centrafricaine de Bangui (USCA)                                |                                                                   | Lobaye Selection                                                  |                                                                   |
| 2006                     | No disputada                                                      | No disputada                                                      | No disputada                                                      | No disputada                                                      |
| 2007                     | No disputada                                                      | No disputada                                                      | No disputada                                                      | No disputada                                                      |
| 2008                     | Anges de Fatima                                                   | 2 - 1                                                             | Stade Centrafricain                                               |                                                                   |
| Coupe Barthélémy Boganda |                                                                   |                                                                   |                                                                   |                                                                   |
| 2009                     | Anges de Fatima                                                   | 3 - 1                                                             | Stade Centrafricain                                               |                                                                   |
| 2010                     | Diplomates du 8ème Arrondissement                                 | 1 - 0                                                             | Stade Centrafricain                                               |                                                                   |
| 2011                     | AS Tempête Mocaf                                                  | 2 - 1                                                             | Diplomates du 8ème Arrondissement                                 |                                                                   |
| 2012                     | Final no disputada entre Anges de Fatima y Olympic Real de Bangui | Final no disputada entre Anges de Fatima y Olympic Real de Bangui | Final no disputada entre Anges de Fatima y Olympic Real de Bangui | Final no disputada entre Anges de Fatima y Olympic Real de Bangui |
| 2013                     | No disputada                                                      | No disputada                                                      | No disputada                                                      | No disputada                                                      |
| 2014                     | No disputada                                                      | No disputada                                                      | No disputada                                                      | No disputada                                                      |
| 2015                     | No disputada                                                      | No disputada                                                      | No disputada                                                      | No disputada                                                      |
| 2016                     | Anges de Fatima                                                   | 1 - 0                                                             | Sica Sport                                                        |                                                                   |
| 2017                     | Anges de Fatima                                                   | 1 - 0                                                             | Olympic Real de Bangui                                            |                                                                   |
| 2018                     | No disputada                                                      | No disputada                                                      | No disputada                                                      | No disputada                                                      |
| 2019                     | Stade Centrafricain                                               | 4 - 0                                                             | Anges de Fatima                                                   |                                                                   |

## Títulos por club
| Club                                           | Campeón | Años campeón                                               |
| ---------------------------------------------- | ------- | ---------------------------------------------------------- |
| Anges de Fatima                                | 10      | 1980, 1981, 1991, 1993, 1998, 2000, 2008, 2009, 2016, 2017 |
| AS Tempête Mocaf                               | 6       | 1974, 1982, 1985, 1992, 2003, 2011                         |
| Union Sportive Centrafricaine de Bangui (USCA) | 5       | 1978, 1988, 1997, 2004, 2005                               |
| Stade Centrafricain (SCAF Tocages)             | 3       | 1984, 2001, 2019                                           |
| Forces Armées CA (FACA)                        | 2       | 1990, 1994                                                 |
| Olympic Real de Bangui (Réal Olympique Castel) | 2       | 1989, 1999                                                 |
| Sodiam Sports                                  | 2       | 1977, 1979                                                 |
| Red Star de Bangui                             | 1       | 1976                                                       |
| Avia Sports                                    | 1       | 1983                                                       |
| Diplomates du 8ème Arrondissement              | 1       | 2010                                                       |